# Charles-Joseph Natoire
Charles-Joseph Natoire (Nîmes, 3 marzo 1700 – Castel Gandolfo, 23 agosto 1777) è stato un pittore francese.

## Biografia
In vita, Natoire era considerato alla pari di François Boucher. Direttore dell'Académie de France à Rome dal 1751 al 1775, godette di una grande autorità nel mondo artistico. Come il suo maestro François Lemoyne, Natoire è il pittore della grazia, della voluttà e della gioia di vivere. Il suo tocco caldo e sensuale è senza dubbio troppo grazioso per la pittura di genere storico, troppo frivolo per la pittura religiosa. Suoi principali lasciti sono l'ammirevole suite della "Storia di Psiche" per il salon de la Princesse dell'Hôtel de Soubise a Parigi e i cartoni della "Storia di Don Chisciotte" per la Manifattura di Beauvais, conservati per la maggior parte al Castello di Compiègne.
Natoire provenive da una buona famiglia cattolica originaria della Lorena, figlio di Florent Natoire, scultore, e di sua moglie Catherine Mauric. Suo padre gli diede le prime lezioni di disegno poi, nel 1717, lo mandò a Parigi a completare la sua formazione nell'atelier di Louis Galloche (1670-1761), pittore del re e professore all'Académie royale de peinture et de sculpture, poi da François Lemoyne, il cui insegnamento lo segnò fortemente.

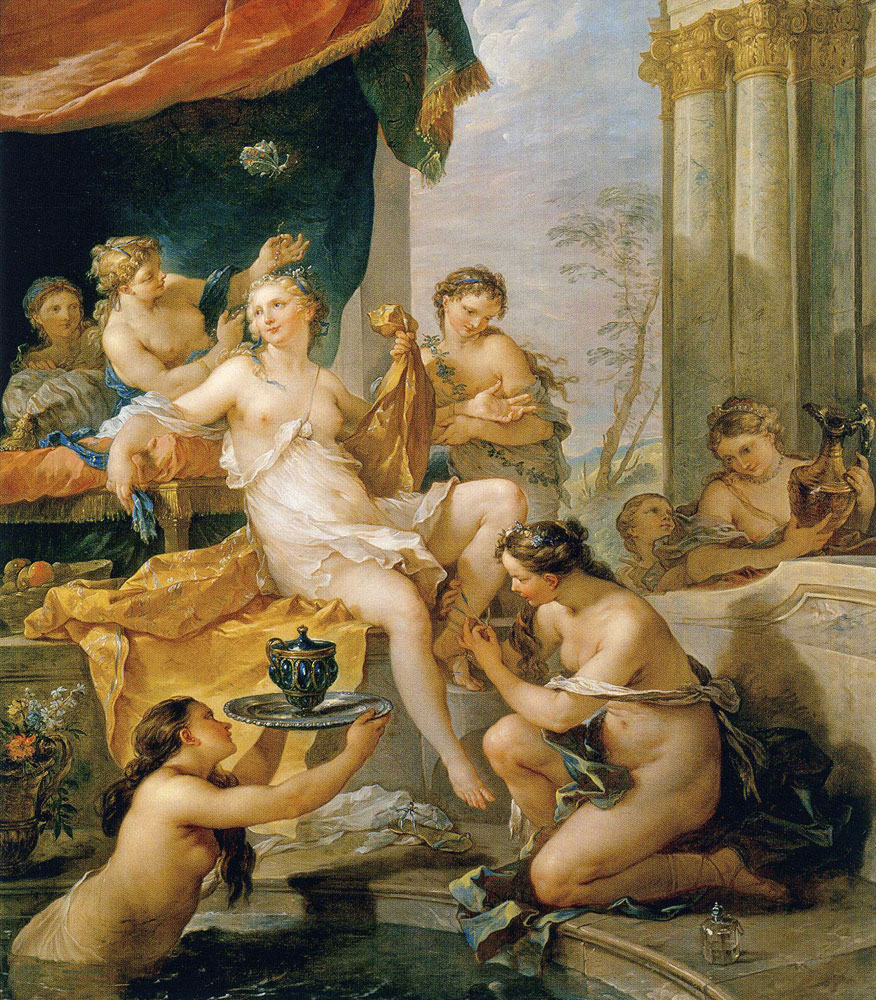
La toilette di Psiche, 1735, New Orleans Museum of Art.

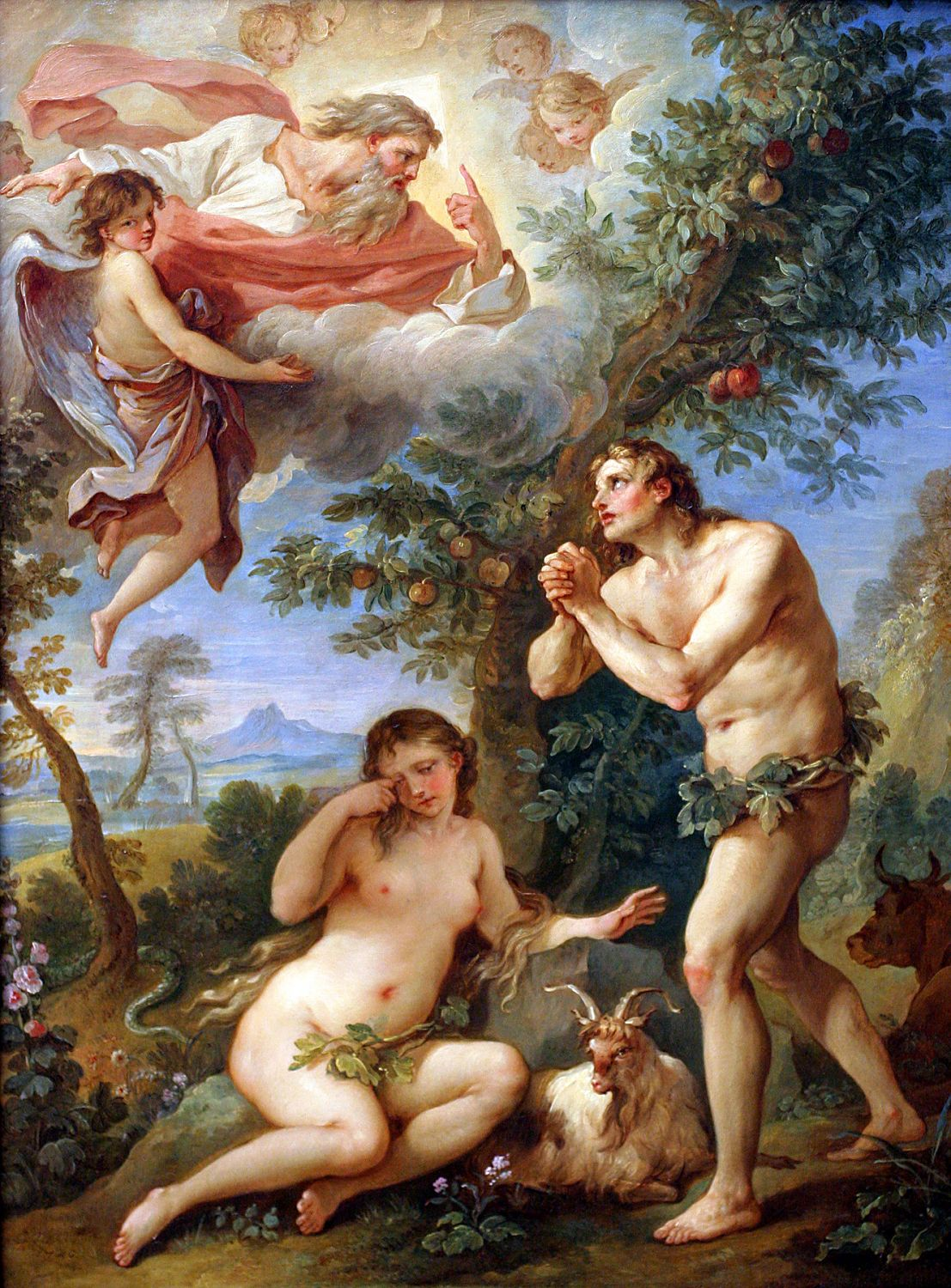
Adamo e Eva cacciati dal Paradiso terrestre, 1740.

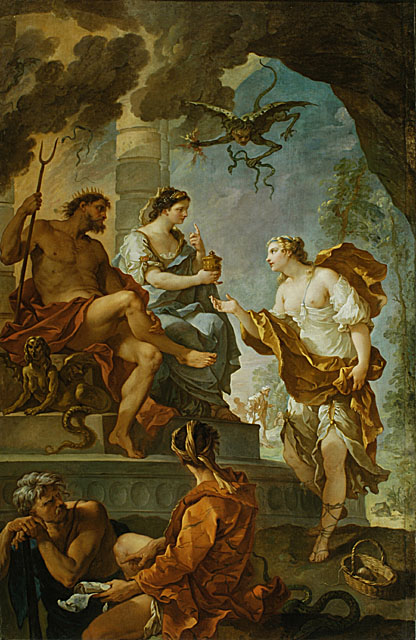
Psiche ottiene da Proserpina l'elisir di bellezza, 1735.

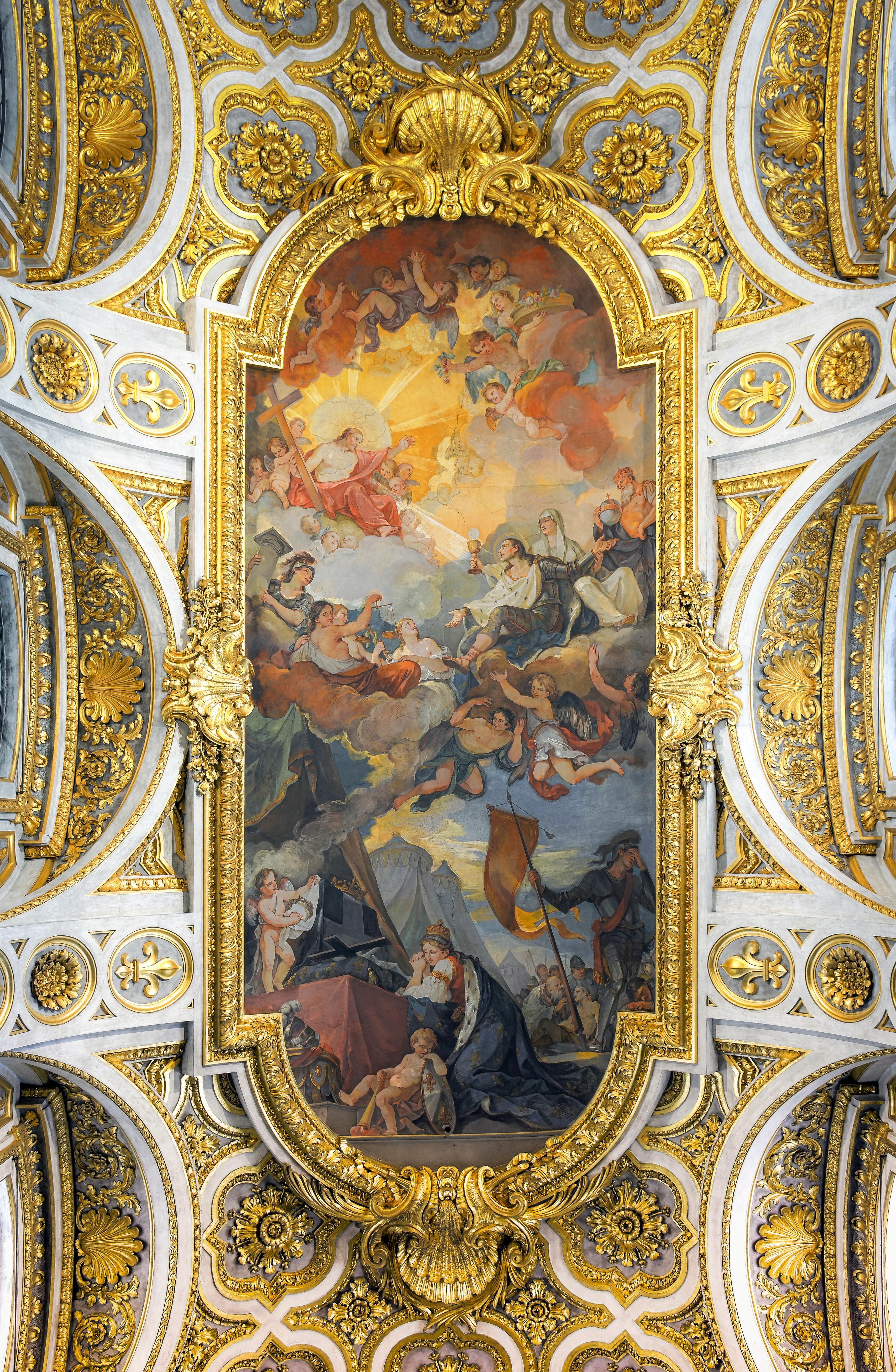
Il soffitto di San Luigi dei Francesi, con l'Apoteosi di San Luigi.

### Primo soggiorno romano (1723-1729)
Il 30 agosto 1721 Natoire ottenne il primo Grand Prix de Rome, con un Manoach che offre un sacrificio al Signore per ottenere un figlio (che fu Sansone). Il 30 giugno 1723 fu nominato pensionnaire dell'Académie de France à Rome, dove arrivò nell'ottobre dello stesso anno. A Roma eseguì una copia del Ratto delle Sabine di Pietro da Cortona, un sovraporta rappresentante Diana per Palazzo Mancini, dove l'Académie de France à Rome s'installava nel 1725, e riportò nel dicembre dello stesso anno il primo premio di pittura dell'Accademia di San Luca con un disegno intitolato "Mosè che nel ritorno dal monte Sinai si mostra al popolo con faccia risplendente". Nel 1728 dipinse per l'ambasciatore di Francia, il cardinale de Polignac, un "Gesù che caccia i mercanti dal tempio".

### Natoire a Parigi (1730-1751)
Natoire rip|artì per Parigi all'inizio de 1729 (sulla via del ritorno passò qualche tempo a Venezia) e fu accolto all'Académie royale de peinture et de sculpture il 30 settembre 1730.
La sua fama si consolidò rapidamente ed egli ricevette importanti commesse anche prima di essere ufficialmente ammesso all'Académie.
Dal 1731 lavorò così ad un ampio programma decorativo per il castello di La Chapelle-Godefroy a Saint-Aubin di proprietà di Philibert Orry, controllore generale delle finanze, che doveva succedere al duca di Antin come direttore generale degli edifici del re nel 1736: una "Storia degli Dei" in nove quadri, una "Storia di Clovis" in sei quadri, una "Storia di Telemaco" in sei quadri, e "Le quattro stagioni". Natoire completò questo lavoro nel 1740. Nel 1732 eseguì anche tre sovraporta su soggetti tratti dall'Antico Testamento per il palazzo del duca d'Antin a Parigi.
Nel giugno 1734, Natoire partecipò all'Exposition de la Jeunesse di place Dauphine con una Galatea. Quell'anno ricevette la prima commessa reale, per la camera della regina al castello di Versailles, e fu accolto come membro dell'Accademia il 31 dicembre con un'altra tela di soggetto mitologico ("Venere ordina a Vulcano le armi per Enea"). Da allora cominciò ad eseguire diversi incarichi reali: per gli appartamenti piccoli del Castello di Fontainebleau, per lo studio e la sala da pranzo del re al castello di Versailles, per il Castello di Marly, per la biblioteca reale, eccetera.
Nel 1735 Natoire realizza il primo cartone della celebre serie di arazzi della "Storia di Don Chisciotte" realizzati dalla Manifattura di Beauvais per il fermier général Pierre Grimod du Fort (1692-1748). Nel 1737 realizzò la commessa del ciclo della "Storia di Psiche", per il salone ovale della Principessa realizzato da Germain Boffrand all'Hôtel de Soubise a Parigi, una delle sue creazioni più notevoli. A partire dal 1741 realizzò i cartoni della "Storia di Marco Antonio" per la Manifattura dei Gobelins.
Nel 1747 sperimentò un genere che gli restò comunque poco familiare, il ritratto, con un "Luigi, delfino di Francia". Più a suo agio si mostrò nella pittura religiosa, con tele come "Santo Stefano davanti ai dottori che portano false testimonianze contro di lui", dipinto nel 1745 per la cappella di Saint-Symphorien della chiesa di Saint-Germain-des-Prés. Partecipò anche tra il 1746 e il 1750, alla notevole decorazione in falsa prospettiva della cappella dell'Ospedale dei trovatelli, costruita da Germain Boffrand nell'île de la Cité e distrutta nel XIX secolo.
Nel 1747 partecipò al concorso organizzato dal nuovo direttore generale degli edifici del re, Le Normant de Tournehem, con il "Trionfo di Bacco" oggi al Louvre.

### Secondo soggiorno romano (1751-1777)
Nel 1751 Natoire fu nominato direttore dell'Académie de France à Rome. La nomina era prestigiosa, ma sancì la fine della sua carriera. Allontanato dalla corte, Natoire non divenne "Primo pittore del Re" e si vide preferire i rivali, prima Carle Van Loo poi François Boucher. Inoltre cessò quasi di dipingere. In compenso si dimostrò, almeno nei primi anni, un direttore attivo, che sollecitava i pensionnaires a moltiplicare gli invii di opere a Parigi e a dipingere la campagna romana.
Fatto nobile nell'aprile 1753, ricevette nel 1755 l'Ordine di San Michele, che attendeva con impazienza, essendo accordato tradizionalmente al direttore dell'Académie de France à Rome.
Durante il suo secondo soggiorno romano, la sua principale realizzazione personale fu l'affresco dell'"Apoteosi di san Luigi" sul soffitto della chiesa di San Luigi dei francesi (1754-1756). Ma nel momento in cui stava venendo di moda il neoclassicismo il suo ispirarsi al soffitto di Sebastiano Conca a Santa Cecilia fu considerato come una mancanza di originalità e di forza, e gli valse vivaci critiche.
In seguito, Natoire si limitò a realizzare numerosi disegni della campagna romana, ma poche tele. Divenne sempre più devoto.
Nel 1767 l'architetto Adrien Mouton, cacciato dall'Académie, gli intentò un processo - che vinse, nel 1770. Natoire fu condannato a pagare 20.000 lire di danni, più interessi e spese. Fu inoltre accusato di errori amministrativi, e il nuovo direttore generale degli edifici del Re, il conte d'Angiviller, lo mise in pensione d'ufficio nel giugno 1775 (il pittore aveva ormai, del resto, 75 anni, ed era direttore dell'Accademia da 24). Natoire si ritirò a Castel Gandolfo, dove morì due anni dopo.